# Lorenzo Caleppi
Lorenzo Caleppi (ur. 29 kwietnia 1741 w Cervii, zm. 10 stycznia 1817 w Rio de Janeiro) – włoski kardynał.

## Życiorys
Urodził się 29 kwietnia 1741 roku w Cervii, jako syn Nicoli Caleppiego i Luciany Salducci. 1 maja 1772 roku przyjął święcenia kapłańskie. Następnie został referendarzem Trybunału Obojga Sygnatur i klerykiem Kamery Apostolskiej. 23 lutego 1801 roku został tytularnym arcybiskupem Nusaybin, a 15 listopada przyjął sakrę. W latach 1801–1816 był nuncjuszem w Portugalii. Gdy w 1808 roku Portugalia została najechana przez armię napoleońską, Caleppi udał się do Brazylii. 8 marca 1816 roku został kreowany kardynałem prezbiterem, jednak nie otrzymał kościoła tytularnego. Zmarł 10 stycznia 1817 roku w Rio de Janeiro.